# 美浜町立河和南部小学校
美浜町立河和南部小学校（みはまちょうりつ こうわなんぶしょうがっこう）は、かつて愛知県知多郡美浜町にあった公立小学校である。

## 校区
- 大字古布、大字豊丘、大字浦戸（字大沢、字落合の一部）が校区であった。公立中学校の場合の進学先は美浜町立河和中学校である[1]。

## 沿革
河和南部小学校は1908年開校である。この年は河和第三尋常小学校と河和第五尋常小学校を統合し、河和第三尋常小学校になった年である。ここではそれ以前についても記述する。
- 1873年（明治6年）
  - 9月 - 矢梨村に木朽学校が開校する。矢梨村と切山村の児童が通学する。
  - 10月 - 古布村に布浦学校が開校する。古布村と浦戸村の児童が通学する。
- 1876年（明治9年）7月 - 木朽学校が第2大学区第6中学区第51番学区公立小学阿奈志学校に改称する。
- 1878年（明治11年）
  - 1月 - 布浦学校が第2大学区第6中学区第48番学区公立小学古布学校に改称する。
  - 9月 - 切山村に阿奈志学校切山分教場を設置する。
  - 12月28日 - 河和村、浦戸村、古布村が合併し、三和村となる。第2大学区第6中学区第48番学区公立学校古布学校が第2大学区第6中学区第42番学区公立学校古布学校に改称する。
  - 12月28日 - 矢梨村、切山村、乙方村、山田村が合併し、豊丘村となる。
- 1881年（明治14年） - 阿奈志学校切山分教場は切山学校として独立する。
- 1884年（明治17年） - 三和村が河和村、浦戸村、古布村に分立する。
- 1887年（明治20年）
  - 2月 - 切山学校が廃校。切山地区は乙方学校へ通学となる。
  - 4月 - 古布学校が尋常小学河和学校に統合され、尋常小学河和学校古布分教場となる。
  - 4月 - 阿奈志学校が尋常小学阿奈志学校に改称する。
- 1889年（明治22年）
  - 4月 - 尋常小学阿奈志学校が矢梨尋常小学校に改称する。切山地区が乙方学校から矢梨尋常小学校に移る。
  - 10月1日 - 豊丘村と古布村が合併し、豊丘村が発足。
  - 10月1日 - 布土村、時志村、北方村が合併し、布土村が発足。
- 1892年（明治25年） -
  - 5月 - 古布分教場が豊丘村に移管される。
  - 7月 - 古布分教場が豊丘村立古布尋常小学校として独立する。
- 1906年（明治39年）7月1日 - 河和町、布土村、豊丘村の一部（古布・矢梨・切山）が合併し、河和町が発足する。
- 1907年（明治40年）1月 - 
  - 古布尋常小学校が河和第五尋常小学校に改称する。
  - 矢梨尋常小学校が河和第三尋常小学校に改称する。
- 1908年（明治41年）12月 - 河和第三尋常小学校と河和第五尋常小学校を統合し、河和第三尋常小学校が発足する。旧・河和第五尋常小学校校舎を第一仮教場、旧・河和第三尋常小学校校舎を第二仮教場とする。
- 1911年（明治44年）2月 - 現在地に統合校舎が完成する。第一仮教場、第二仮教場を廃止する。
- 1941年（昭和16年）4月1日 - 愛知県知多郡河和町南部国民学校に改称する。
- 1944年（昭和19年）12月1日 - 河和海軍航空隊に校地を接収されたため、河和町大字豊丘字西平井の民有地に仮校舎を建設し、移転する。
- 1946年（昭和21年） - 元の校地に戻る。
- 1947年（昭和22年）4月1日 - 河和町立河和南部小学校に改称する。
- 1955年（昭和30年）4月1日 - 河和町と野間町が合併し、美浜町が発足する。同時に美浜町立河和南部小学校に改称する。
- 1956年（昭和31年）2月 - 体育館が完成する。
- 1958年（昭和33年）10月 - 北校舎が完成する。
- 1961年（昭和36年）3月 - 校舎を増築する。
- 1983年（昭和58年）1月 - 新体育館が完成する。
- 1985年（昭和60年）6月 - プールが完成する。
- 1992年（平成4年）3月 - 新校舎（鉄筋コンクリート造）が完成する。
- 2022年（令和4年）3月18日 - 閉校式を実施[2][3]。
- 2022年（令和4年）3月31日 - 河和小学校への統合に伴い閉校。

## 交通アクセス
- 巡回ミニバス「自然号」東部コース「河和南部小学校北」バス停より徒歩すぐ。